# Cahors XIII
Maillots
Cahors Lot XIII  est un club de rugby à XIII français situé  à Cahors dans le Lot, en Région Occitanie. Fondé en 1945, le club joue en Nationale 2, son équipe « Rugby à XIII fauteuil »  jouant quant à elle  au plus haut niveau du championnat de France de la discipline.

## L'histoire
L'histoire du club commence en 1945 avec Norbert Issaly, qui sera le premier président du club , et Raymond Rouvière qui en sera le premier secrétaire général. 
« Cahors XIII  », comme le club était appelé à l'époque, a eu un démarrage difficile. Le nouveau club n'avait pas de terrain en raison de l'opposition du club de rugby à XV local qui bloqua sa tentative  d’accéder à un terrain. Pour son  premier match contre Lavardac XIII, le club a même dû emprunter des maillots à l'US Villeneuve XIII. Le vert et le blanc des maillots empruntés resteront les couleurs du club jusqu'en 1990. L'usage d'un terrain a été juridiquement sécurisé  lorsque le club a été autorisé à utiliser le terrain d'un établissement scolaire local, le Lycée Gambetta  dont le directeur  était amateur de rugby à XIII.  
Pour la saison 1946/47 le club emménage dans  son propre stade le Stade Lucien Desprats,  qu'il utilise depuis. En 1948, le club remporte le titre de champion de France « Excellence » face à Carcasonne XIII, à Tonneins, sur le score étriqué de 9 à 7. Quelques années plus tard, au cours de la saison 1953-1954, c'est dans un TUB Citroën que le capitaine et entraineur de l'équipe cadurcienne, Jean Quaranta, emmène ses coéquipiers disputer un match de Coupe de France face à Toulon. Le club remporte alors le match 11 à 5. 
En 1959, le club disparut et ne revit le jour qu'en 1969, quand l'homme d'affaires local Louis Baldy recréa le club sous un nouveau nom : L'AS Cadurcienne. Au cours de la saison 1974/75, le club ainsi nouvellement nommé remporta son premier trophée lorsque, après avoir battu Realmont XIII 9-8 dans la Ligue Nationale de 1, il fut promu mais fut ensuite relégué. 
A l'issue de la saison  1987/88, le club gagna le championnat et fut à nouveau promu, et vainquit le RC Lescure-Arthes XIII en finale 17-8. La saison suivante, le club atteint les demi-finale mais perd à Pamiers XIII. 
L’adoption des couleurs actuelles (bleu et blanc) en 1992 ne fut pas synonyme de succès sportif, le club étant en proie à des difficultés financières et étant à nouveau relégué. 
Cependant, au cours de la saison 1998-1999, le club remporte la poule Ouest de DNB/DNII (10 victoire et seulement deux défaites) ce qui lui permet avec les trois premiers des autres poules de disputer le titre de Champion de  DNB : l’équipe remporte alors son quart de finale face à Réalmont (38-20), bat Sainte-Livarde en demi-finale (33-8) mais perd la finale face au Barcarès (10-29). 
En 2001, le club rejoint une association formée avec d'autres clubs « Clubs Élite Treize », afin d’œuvrer à la revitalisation de l'organisation du rugby à XIII en France.
En 2004, le club fusionne avec Villefranche de Rouerge XIII et la nouvelle entité devient l'Union Villefranche-Cahors abrégé « UVC ».
En 2007, le partenariat  prend fin,  Cahors Lot XIII nait alors (ou renait s'il l'on s'en tient strictement à l’appellation) et commence son existence dans une division inférieure en Nationale 2. 
Au cours de la saison 2012-2013, les cadurciens atteignent la finale régionale  Midi-Pyrénées en battant Gratentour XIII.

## Stade
Le stade Lucien Desprats est le stade attitré du club depuis 1946. Avant cela, il jouait sur le stade du Lycée Gambetta. Le terrain a deux tribunes le long de la longueur du terrain. Rugby à XIII, Rugby à XV et football américain se partagent ce terrain d'une capacité de 4 000 spectateurs.

## Rugby à XIII fauteuil
Le club dispose d'une section « Rugby à XIII fauteuil », surnommée les « Diables cadurciens », champions de France en 2012 . Le club est depuis une des meilleures équipes de ce sport en France .
C'est d'ailleurs du club de Cahors qu'est issu le joueur de rugby à XIII fauteuil de l’équipe de France championne du monde 2017, le cadurcien Dany Denuwelaere, et qui, à ce titre, a été reçu par Laura Flessel .  

## Joueurs et personnalités notables
On peut citer le nom d'Alain Paraskiovia, président du club au début des années 2010 ;  il est notamment promoteur de l' « entrée à trois euros   »,  une «  opération de communication qui connait un grand succès ». 

## Différents noms portés par le club
- 1945-1959 Cahors XIII
- 1969-2004 AS Cadurcienne
- 2004-2007 Union Villefranche-Cahors
- 2007 - Cahors Lot XIII

Personnalités et joueurs notables